# Palaquium rufolanigerum
Palaquium rufolanigerum är en tvåhjärtbladig växtart som beskrevs av Pieter van Royen. Palaquium rufolanigerum ingår i släktet Palaquium och familjen Sapotaceae. Inga underarter finns listade i Catalogue of Life.